# Тынковка
Тынко́вка — деревня Сенцовского сельсовета Липецкого района Липецкой области.
Сегодня Тынковка фактически является частью центра поселения — села Сенцова, через которое можно выехать к железнодорожной станции на линии Липецк — Елец.
В деревне на пересохшем ручье сделана запруда; плотина является проезжей дорогой. Над Тынковкой возле пруда возвышается водонапорная башня.
Селение известно по ревизским сказкам с 1816 года.
Этимология названия неясна. В Тамбовской области есть село Тынково.

## Население
| 2010 | 2012 |
| ---- | ---- |
| 47   | ↗50  |